# Лапиков, Дмитрий Валентинович
Дми́трий Валенти́нович Ла́пиков (4 июня 1982, Калининград, СССР) — российский тяжелоатлет. Заслуженный мастер спорта России. Серебряный призёр чемпионата мира (2006), чемпион России (2004, 2005, 2007). Обладатель рекорда России в рывке (201 кг, весовая категория до 105 кг) и сумме двоеборья (433 кг, весовая категория до 105 кг). На чемпионате Европы в Казани (2011) был дисквалифицирован на 2 года за употребление допинга.
В 2016 году МОК лишил Дмитрия Лапикова бронзовой медали Олимпийских Игр в Пекине по причине положительных допинг проб..
В октябре 2020 года Международная федерация тяжёлой атлетики дисквалифицировала спортсмена за нарушение антидопинговых правил на восемь лет (2 августа 2018 — 2 августа 2026).

## Допинговый скандал
24 августа 2016 года Международная федерация тяжёлой атлетики сообщила о неблагоприятных результатах повторных анализов допинг-проб, взятых у спортсмена на Олимпийских Играх в Пекине в 2008 году. В пробе был найден анаболический стероидный препарат Chlorodehydromethyltestosterone (Орал Туринабол). Вследствие этого спортсмен был лишен бронзовой медали Олимпийских Игр в Пекине.

## Результаты выступлений
| Год  | Соревнование     | Место проведения | Весовая категория | Рывок    | Толчок   | Сумма двоеборья | Место |
| 2005 | Чемпионат Европы | София            | до 105 кг         | 185.0 кг | 223.0 кг | 408.0 кг        | 4     |
| 2006 | Чемпионат мира   | Санто-Доминго    | до 105 кг         | 194.0 кг | 220.0 кг | 414.0 кг        | 2     |
| 2007 | Чемпионат Европы | Страсбург        | до 105 кг         | 185.0 кг | 217.0 кг | 402.0 кг        | 3     |
| 2007 | Чемпионат России | Невинномысск     | до 105 кг         | 201.0 кг | 231.0 кг | 432.0 кг        | 1     |
| 2008 | Чемпионат России | Саранск          | до 105 кг         | 200.0 кг | 233.0 кг | 433.0 кг        | 1     |
| 2008 | Олимпийские игры | Пекин            | до 105 кг         | 190.0 кг | 230.0 кг | 420.0 кг        | DSQ   |
| 2009 | Чемпионат России | Нальчик          | до 105 кг         | 195.0 кг | 232.0 кг | 427.0 кг        | 1     |
| 2009 | Чемпионат мира   | Коян             | до 105 кг         | 194.0 кг | 222.0 кг | 416.0 кг        | DSQ   |
| 2010 | Чемпионат России | Курск            | свыше 105 кг      | 200.0 кг | 240.0 кг | 440.0 кг        | 1     |
| 2011 | Чемпионат Европы | Казань           | свыше 105 кг      | —        | —        | —               | DSQ   |
| 2014 | Чемпионат России | Грозный          | свыше 105 кг      | 201.0 кг | 235.0 кг | 436.0 кг        | 3     |

## Награды и звания
- Заслуженный мастер спорта России
- Медаль ордена "За заслуги перед Отечеством" II степени — За большой вклад в развитие физической культуры и спорта, высокие спортивные достижения на Играх XXIX Олимпиады 2008 года в Пекине (2009)[6]